# Warlord (Skrewdriver)
Warlord è il sesto album in studio del gruppo white power rock inglese Skrewdriver, pubblicato nel 1989.

## Tracce
Testi e musiche di Stuart, tranne ove indicato.
1. Warlord - 4:39
2. One in a Million II - 3:29
3. Out in the Cold (Big Deal) - 2:38
4. Their Kingdom Will Fall - 2:19
5. The Evil Crept In - 1:57
6. Simple Man - 4:52 (Rossington, Van Zant)
7. Soar Aloft - 3:00
8. Back in Black - 3:39 (A. Young, M. Young, Johnson)
9. Glory (For Thorstens Schedes and Krekeler) - 1:53
10. Excalibur - 3:44
11. The Warriors Song - 2:55
12. Suddenly - 5:39

## Formazione
- Ian Stuart - voce
- Ross McGarry - chitarra
- Merv Shields - basso
- John Burnley - batteria

Altri musicisti
- Ken McLellan - cori
- Paul Burnley - cori
- Melvin the Pelvis - cori